# Nauczyciel Sprawiedliwości
Nauczyciel sprawiedliwości (II w. p.n.e.) – założyciel wspólnoty esseńczyków nad Morzem Martwym, kapłan jerozolimski, który zbuntował się przeciwko świątyni jerozolimskiej. Secesja nastąpiła prawdopodobnie około 150 p.n.e.